# 放送ライブラリー

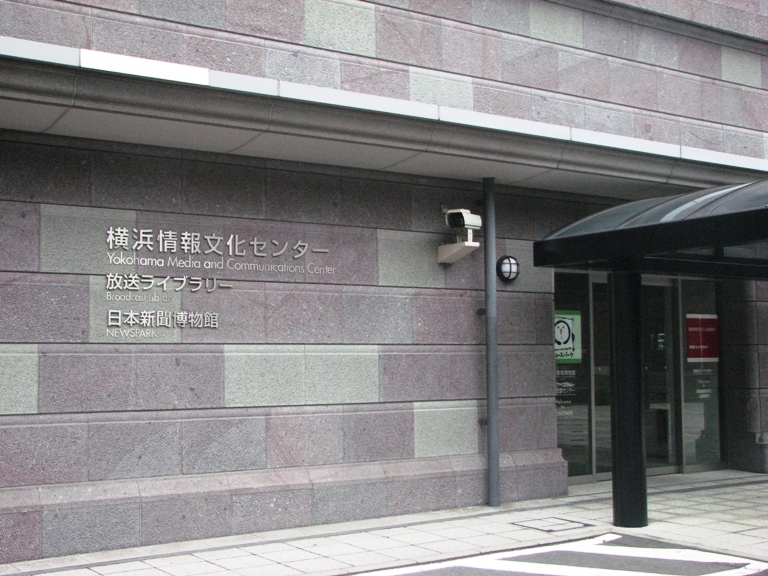
放送ライブラリー入口

放送ライブラリー（ほうそうライブラリー）は、神奈川県横浜市中区の横浜情報文化センター（情文センター）内にある、放送番組資料の保存・視聴および展示のためのアーカイブ施設である。

## 概要
ラジオ放送、テレビ放送開始以来、現在までに残っている番組やCMで、資料としての保存に値するものが系統的に収集され、デジタルデータ化されて保存されており、一般利用者は無料でこれらの資料を視聴することができる。放送に関する展示フロアもあり、放送に関連する人物を招いて無料セミナーなども催される。
2000年には、横浜市に現在の放送ライブラリーが開設され、新システムが導入されたのに合わせて、大阪府大阪市住之江区南港の大阪ワールドトレードセンタービルディングにも視聴施設が設けられたが、2004年に閉鎖された。
2023年には、「全国放送番組アーカイブ・ネットワーク（番組アーカイブネット）」のサービスが開始され、対応する一部の図書館から視聴可能になった。

## 運営
公益財団法人放送番組センターが、放送法第167条における「放送番組センター」としての指定を受けて施設を運営している。運営のための費用は、民放、NHK、横浜市からの基金の運用益や、補助金、寄付金などでまかなわれている。

## 収集
放送法第169条では、「放送番組センター」は、放送番組の収集の基準を定め、この基準に従って放送番組を収集することとされている。
公益財団法人放送番組センターでは放送番組収集基準を定め、以下の基準に該当する放送番組を収集している。
- 国内および海外の賞を受けた番組
- 高視聴率、視聴者の反響など話題を集めた番組
- 表現技法、制作技術などにおいて新しいジャンルを開拓した番組
- 現代史、社会風俗、人物などの記録として価値のある番組
- 芸術、科学、伝統文化などの記録として価値のある番組
- 長期間継続して放送された番組
- 各社が当センターにおける保存・公開を希望した番組
- その他、放送史の記録として適当と認められる番組

したがって、放送ライブラリーにはすべての放送番組が保存されているわけではない。
放送ライブラリーでは、テレビ番組約20,000本、ラジオ番組約4,000本を保存しており、そのうち約18,000本が公開されている。また、放送番組以外に、ACC全日本CMフェスティバルで入賞したCMや、劇場用のニュース映画等も収集しており、合計約30,000本が公開されている。

## 沿革
- 1991年10月 - 横浜みなとみらい21地区（横浜博覧会跡地）のパシフィコ横浜の並びに、初代放送ライブラリー開設[1]。
- 1997年9月 - 横浜情報文化センター着工。
- 1999年4月 - 初代放送ライブラリーの取り壊しにより、桜木町駅前のみなとみらい21クリーンセンタービルに暫定移転。
- 2000年
  - 3月 - 横浜情報文化センター竣工。
  - 8月 - クリーンセンタービルの暫定施設閉館。
  - 10月13日 - 横浜情報文化センター内に新放送ライブラリー開設。
  - 10月14日 - 一般公開開始。

## 交通アクセス
- 横浜高速鉄道みなとみらい線（東急東横線直通）日本大通り駅直上
- JR根岸線・横浜市営地下鉄ブルーライン関内駅徒歩10分